# Nix (cartoonist)

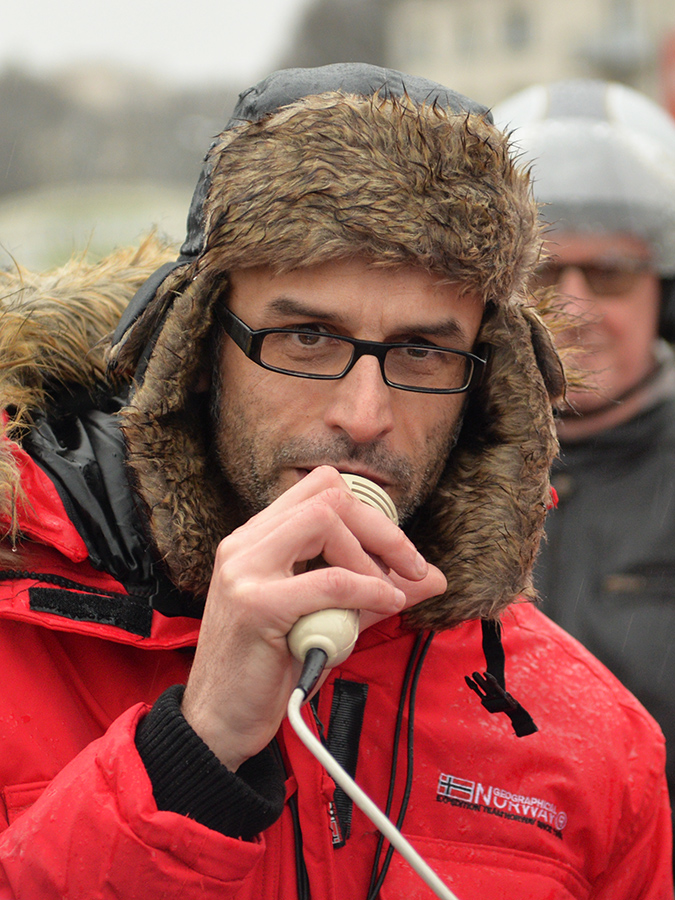
Nix in 2016

Nix is het pseudoniem van de Vlaamse cartoonist Marnix Verduyn (Kortrijk, 20 juni 1969). Hij staat vooral bekend om zijn gagstrips Kinky & Cosy en is opvolger van Merho als scenarist van De Kiekeboes. 

## Biografie
Nix is burgerlijk ingenieur elektrotechniek en docent aan het stripatelier van het Brusselse St.-Lucas Instituut. Hij publiceert onder meer in Le Vif Focus, Yeti, PAN, Spirou, Le Feraille Illustré, De Standaard, De Morgen en Focus Knack.
Zijn bekendste reeks Kinky & Cosy was ook gedurende een aantal seizoenen als animatieserie te zien in het televisieprogramma Volt. In 2006 won het Kinky & Cosy-album Is het nog ver? de prijs voor het beste humoralbum op het Internationale Stripfestival van Angoulême. In 2007 won het derde album van Kinky & Cosy de jeugdprijs, Le petit Spirou, op de stripveertiendaagse van Brussel.
Een andere stripreeks van Nix is Billy Bob, een absurde humorstrip over een cowboy. Deze strip verscheen onder andere in het Franstalige striptijdschrift Spirou.
Vanaf 2017 tekent hij ook de stripreeks Echte Verhalen: De Buurtpolitie gebaseerd op de gelijknamige Vlaamse televisieserie.
In oktober 2023 namen hij als scenarist en Charel Cambré als tekenaar de stripreeks De Kiekeboes over van Merho, nadat die eerder in augustus had verkondigd er volledig mee te stoppen. Hun eerste album, Uranium-235, verscheen op 14 februari 2024 en kreeg meteen zware kritiek van de trouwe Kiekeboe-lezers. Het tweede album Make-up story, verschenen op 19 juni 2024, werd al even lauw onthaald.
Sinds 1 januari 2024 doet hij onderzoek voor een doctoraat in kunstmatige intelligentie.